# إريك ألين بيل
إريك ألين بيل (بالإنجليزية: Eric Allen Bell)‏ هو صانع أفلام وثائقية أمريكي، ولد في 1973.

## روابط خارجية
- إريك ألين بيل على موقع IMDb (الإنجليزية)
- إريك ألين بيل على موقع قاعدة بيانات الفيلم (الإنجليزية)
- إريك ألين بيل على موقع كينوبويسك (الروسية)